# Delikatność
Delikatność (fr. La Délicatesse) – francuska komedia romantyczna w reżyserii Stéphane'a Foenkinosa i Davida Foenkinosa. Film jest ekranizacją książki Davida Foenkinosa pod tym samym tytułem, która osiągnęła sprzedaż ponad 700 tys. egzemplarzy we Francji jeszcze przed premierą filmu. Zdjęcia kręcono w Paryżu, Clichy i Montgeroult.

## Obsada
- Audrey Tautou jako Nathalie Kerr
- François Damiens jako Markus Lundl
- Joséphine de Meaux jako Sophie, przyjaciółka Nathalie
- Bruno Todeschini jako Charles Delamain, dyrektor generalny
- Mélanie Bernier jako Chloé
- Pio Marmaï jako François, mąż Nathalie
- Ariane Ascaride jako matka Nathalie
- Christophe Malavoy jako ojciec Nathalie
- Monique Chaumette jako Madeleine, babcia Nathalie
- Audrey Fleurot jako sekretarka Charles'a Delamain
- Marc Citti jako Pierre, partner Sophie
- Vittoria Scognamiglio jako matka François
- Alexandre Pavloff jako Benoît, członek zespołu Nathalie

## Nagrody i nominacje
- Cezar[1]
  - W 2012 nominacja w kategorii Najlepszy film debiutancki (David Foenkinos, Marc-Antoine Robert, Stéphane Foenkinos, Xavier Rigault).
  - W 2012 nominacja w kategorii Najlepszy scenariusz adaptowany (David Foenkinos).